# Li Changchun
Li Changchun, chino simplificado: 李长春, chino tradicional: 李长春, pinyin: Lǐ Changchun, (* Dalian, 1944 -  ) es un político chino.

## Biografía
Li Changchun nació en el actual Dalian, Liaoning, entonces administrada por el Imperio de Japón como "Dairen", Kwantung territorio arrendado, en febrero de 1944. Se unió al Partido Comunista de China en 1965 y se graduó con una licenciatura en ingeniería eléctrica en el Instituto de Tecnología de Harbin en 1966. En 1983, a los 39 años, se convirtió en el alcalde más joven y secretario del partido de la importante ciudad de Shenyang, capital de Liaoning. En 1987, se convirtió en gobernador de la provincia, cargo que mantuvo hasta 1990. Como gobernador, construyó la primera autopista de China continental en la provincia, que une las ciudades de Shenyang y Dalian. 
Después que Zhao Ziyang fue purgado de la dirección del partido en 1989, durante las secuelas de las protestas de Tiananmen ese mismo año, Li,  también se creyó, sería retirado del cargo, porque él era partidario de Zhao. Sin embargo, la aparición de Li, semanas más tarde, en los canales estatales de televisión  mostró que este no había sido el caso. Li sirvió brevemente como jefe del Partido en la provincia agrícola de Henan en la década de 1990.  Jiang Zemin lo envió a servir de Secretario del Partido en Guangdong, donde él tomó medidas enérgicas contra la corrupción para "poner la casa en orden". 
Fue jefe de propaganda del Partido Comunista de China.  Fue miembro del 16° y 17° Comité Permanente del Buró Político del Partido Comunista de China, órgano superior chino, desde 2002. También se desempeñó como Presidente de la Comisión Guía Central del PCCh Guía para la creación de la Civilización Espiritual, jefe de propaganda y relaciones con los medios. Anteriormente trabajó en Liaoning, Henan y Guangdong